# Robert Smithson
Robert Smithson (2. ledna 1938, Passaic, New Jersey, USA – 20. července 1973, Amarillo, Texas) byl americký landartový umělec.
V letech 1955 až 1956 studoval na Art Students League of New York. Jeho nejznámějším dílem je Spiral Jetty, což je spirálovitý útvar sestavený z bahna, solných krystalů a čedičových kamenů, jehož délka dosahuje 460 metrů a šířka 4,6 metru. Nachází se na Velkém Solném jezeře v Utahu. Zemřel při letecké nehodě, když mapoval místo pro svůj nový útvar s názvem Amarillo Ramp (dílo bylo nakonec dokončeno po jeho smrti). Hudebník Lee Ranaldo věnoval Smithsonovi album Amarillo Ramp (For Robert Smithson).